# Курилка
Курилка (рос. Курилка) — невеличка річка на острові Ітуруп в групі Курильських островів.
Довжина річки становить 22 км. Площа басейну 156 км². Бере початок зі схилів вулкану Іван Грозний. Протікає із південного сходу на північний захід. Впадає до Охотського моря.
Річка гірського характеру. Дно річки вкрите галькою та камінням. Паводки у квітні-червні.